# Office central de documentation féminine
L'Office central de documentation féminine constitue une section à part entière de l'Office international de bibliographie (mieux connu aujourd'hui sous le nom de Mundaneum). Il est créé en 1909 grâce au partenariat entre le Conseil National des Femmes Belges, la Société belge pour l'amélioration du sort de la femme, l'Union des Femmes chrétiennes, la Croix verte, l'Union pour le suffrage des femmes et l'Union des femmes gantoises. Initialement, l'office a pour objectif de rassembler une large documentation destinée aux associations de femmes les plus larges possibles.